# くやし涙
『くやし涙』（くやしなみだ）は、NHK「銀河ドラマ」で1970年3月9日から3月20日まで放送された連続テレビドラマである。全10回の白黒作品である。NHK大阪が制作した。

## 概要
「銀河ドラマ」第23作目である。昔の初恋の女性が忘れられず、その面影を求めて次々に巡り会う女性たちに心から尽くしては夢を踏みにじられる中年男の悲哀を、テレビに進出して間もない船越英二が演じるコメディドラマであった。

## 物語
大阪にある製薬会社課長の稲見は上司の親戚の娘淑子と結婚して十年、夫婦の間に波風は立たないが、子供もおらずやや倦怠期。上の階の住人小林の騒音に悩まされ疲労気味のある日、小学校以来の親友宮下からある女性との仲立ちを頼まれた。その女性諒子が昔の恋人にそっくりで、しばらく忘れていた稲見の恋心に火がつく。そんな時、旅行で訪れた鹿児島で知り合った若いホステスのユカと緑が大阪に現れたことで騒動が巻き起こる。

## キャスト
- 稲見：船越英二
- 稲見淑子：小山明子
- 房枝：細川ちか子
- 小林：小坂一也
- 伊集院：上田吉二郎
- ユカ：川口晶
- 諒子：楠侑子
- 緑：榊浩子
- 宮下：石浜祐次郎
- 関口：永野達雄（永野辰弥）
- みゆき：池田和歌子
- 柚子：伊吹友木子
- 芸者：柴田美保子

## スタッフ
- 原作：山口瞳「善の研究」
- 脚本：松田暢子
- 演出：宮沢俊樹、島田弘
- 音楽：奥村貢
- 制作：山田勝美

## 参考資料
- 「テレビジョンドラマ」（放送映画出版）